# Rudolf Borchardt

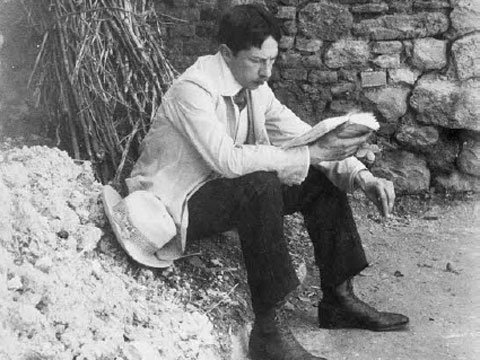
Rudolf Borchardt in Italien, um 1907

Rudolf Borchardt (* 9. Juni 1877  in Königsberg; † 10. Januar 1945 in Trins bei Steinach in Tirol) war ein deutscher Schriftsteller, Lyriker, Übersetzer und Redner.

## Leben
Rudolf Borchardt wurde als zweites Kind des ursprünglich jüdischen, 1864 evangelisch getauften Kaufmanns Robert Borchardt (1848–1908) und seiner ebenfalls konvertierten Frau Rosalie, geb. Bernstein (1854–1943), geboren. Er verbrachte die ersten fünf Lebensjahre in Moskau und zog 1892 mit seiner Familie nach Berlin.  Die Familie gab ihn in die Obhut des Gymnasialprofessors Friedrich Witte, der ihn an den Königlichen Gymnasien zunächst in Marienburg und später in Wesel am Niederrhein in den Traditionen evangelischen Lebens und der „Treue gegen den König“ erzog. Schon in dieser Zeit prägte ihn die Lektüre der Schriften Herders. 1895 machte er am Königlichen Gymnasium zu Wesel Abitur und begann im selben Jahr in Berlin ein Studium der Theologie, später studierte er klassische Philologie und Archäologie. Diese Studien setzte er 1896 in Bonn und Göttingen fort und studierte daneben noch Germanistik und Ägyptologie.
Bleibende Eindrücke hinterließen bei ihm 1898 das Frühwerk Hugo von Hofmannsthals und das Werk Stefan Georges. 1898 begann Borchardt mit der Arbeit an einer Dissertation über Gattungen der griechischen Lyrik, die er jedoch nicht abschloss. Nach persönlichen Krisen und einer schweren Erkrankung im Februar 1901 gab Borchardt eine Universitätslaufbahn auf. Im Januar 1902 überwarf Borchardt sich mit seinem Vater, weil der ihm monatliche Zahlungen verweigerte. Am 17. Februar reiste er nach Rodaun und besuchte den von ihm verehrten Hugo von Hofmannsthal. Ab 1903 lebte er mit einigen Unterbrechungen in der Toskana in einer Villa in Monsagrati bei Lucca.

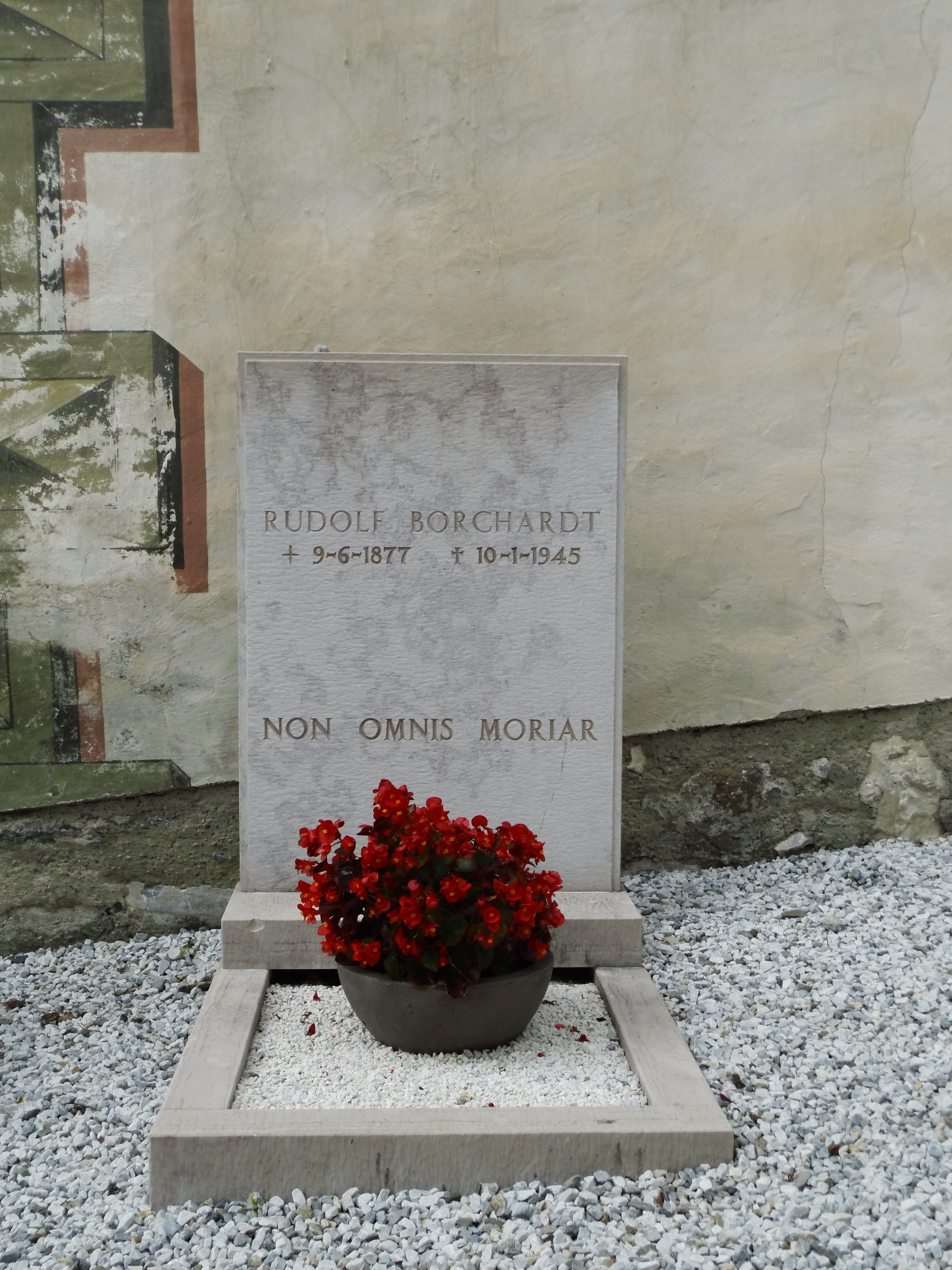
Gedenkstein für Rudolf Borchardt in Trins, Tirol (2013)

1906 heiratete Borchardt in London die Malerin Karoline Ehrmann (1873–1944) und kehrte mit ihr nach Italien zurück. Er war ein gefragter Redner; bis 1933 führten ihn etliche Vortragsreisen nach Deutschland. Mit Beginn des Ersten Weltkrieges meldete er sich im August 1914 als Kriegsfreiwilliger, wurde im September einberufen und leistete vom 26. Oktober an Militärdienst im 7. Badischen Infanterie-Regiment Nr. 142. Er diente zunächst als Infanterieoffizier und später im Generalstab. 1919 ließ er sich von seiner Frau scheiden und heiratete am 16. November 1920 die 20 Jahre jüngere Marie Luise (Marel) Voigt, eine Nichte Rudolf Alexander Schröders, mit dem er seit langem befreundet war. Der war aber aufgrund Borchardts desaströsen Finanzgebarens mit dieser Verbindung nicht einverstanden. Dennoch unterstützte er über Jahre Borchardt und seine Familie finanziell. Aus der Ehe gingen vier Kinder hervor, Kaspar (1921–2013), Corona (1923–1999), Johann Gottfried (1926–2012) und Cornelius (1928–2022).
Ab 1921 lebte Borchardt mit seiner Familie wieder in der Toskana in unterschiedlichen angemieteten Villen. Wegen der herrschenden antisemitischen Verhältnisse lebte er ab 1933 immer zurückgezogener. Das hinderte ihn nicht, dem faschistischen Diktator Mussolini im April 1933 ein Exemplar seiner Übertragung von Dantes Divina Commedia zu überreichen.
Im August 1944 wurden Borchardt und seine Frau in Italien von der SS verhaftet und nach Innsbruck deportiert. Hier wurde der Sohn Cornelius gemustert und musste noch einen Monat in einer Flakeinheit dienen. „Grundsätzlich aber wurde die Familie mit Essensmarken und Papieren ausgestattet und in die Freiheit entlassen“. Borchardt und seine Frau versteckten sich in Tirol, wo Borchardt am 10. Januar 1945 an Herzversagen starb. In Trins wird mit einem Gedenkstein an Borchardt erinnert. Sein Grab befindet sich auf dem Riensberger Friedhof in Bremen in der Ruhestätte der Schröder-Voigt-Familie.

## Werk

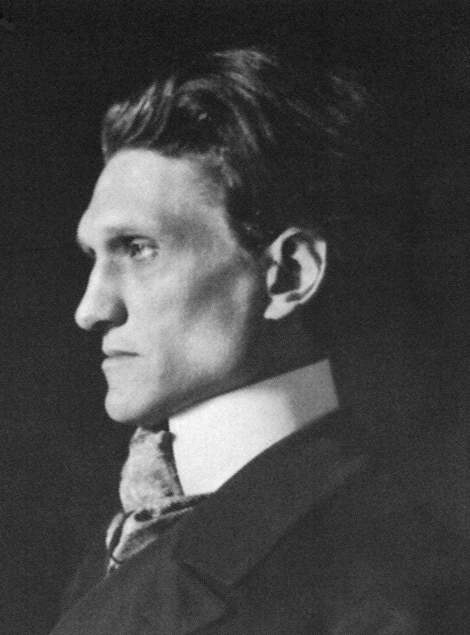
Stefan George, 1910

Das lyrische Schaffen Rudolf Borchardts, der zunächst dem Georgekreis verbunden war, kann nur schwer bestimmten literarischen Strömungen seiner Zeit wie der Neuromantik oder dem Fin de siècle zugerechnet werden. Infolge selbstgewählter Isolation blieb er ein Solitär, ein poeta doctus mit höchstem Anspruch an sich und andere. Er wurde geprägt vom Studium der Altertumswissenschaft und durch die Dichtungen Georges und Hofmannsthals.
Sein Traditionsbewusstsein ließ ihn die Bewegungen der literarischen Moderne ablehnen, von der Konzeption der poésie pure bis zur Formzertrümmerung des Expressionismus. Während er im Gegensatz zu Rainer Maria Rilke in seiner Jugend eigene Werke nicht publizieren ließ – von seltenen Privatdrucken im Inselverlag abgesehen –, ging er seit 1905 an die Öffentlichkeit. So mit seinem Gespräch über Formen und Platons Lysis und der Rede über Hofmannsthal, mit denen er seine strenge Formauffassung und Übersetzungstheorie begründete. Das mit seinen Freunden Schröder und Hofmannsthal herausgegebene Jahrbuch Hesperus veröffentlichte 1908 etwa Borchardts Kritik an Stefan Georges Siebentem Ring sowie erste Übersetzungsproben. Erst nach dem Ersten Weltkrieg erreichte Borchardt ein breiteres, wenn auch kein großes Publikum.
Borchardt entwickelte eine Vision vom Kosmos alteuropäischer Überlieferung und entwarf in einer teils bewusst gewählten Isolation ein ästhetisches Programm der Schöpferischen Restauration, wie der Titel einer 1927 gehaltenen Rede lautete. Er wandte sich gegen den Traditionsbruch der modernen Gesellschaft, gegen die „Anarchie der Moden“ und künstlerischen Stile, denen er das romantische Programm der Restauration eines deutschen Kulturbegriffs entgegenstellte. Dieser sollte die Tradition des Abendlandes, die Welt der Antike bis zu Klassizismus und Romantik vereinigen und der Identifikationsstiftung einer deutschen Nation dienen. So stand Borchardt den konservativen Strömungen seiner Zeit nahe, deren verbindendes Moment ein Hunger nach Mythos war und zu denen auch sein Freund Hofmannsthal gehörte, der in seiner berühmten Rede über Das Schrifttum als geistiger Raum der Nation 1927 eine „konservative Revolution“ beschwören sollte.

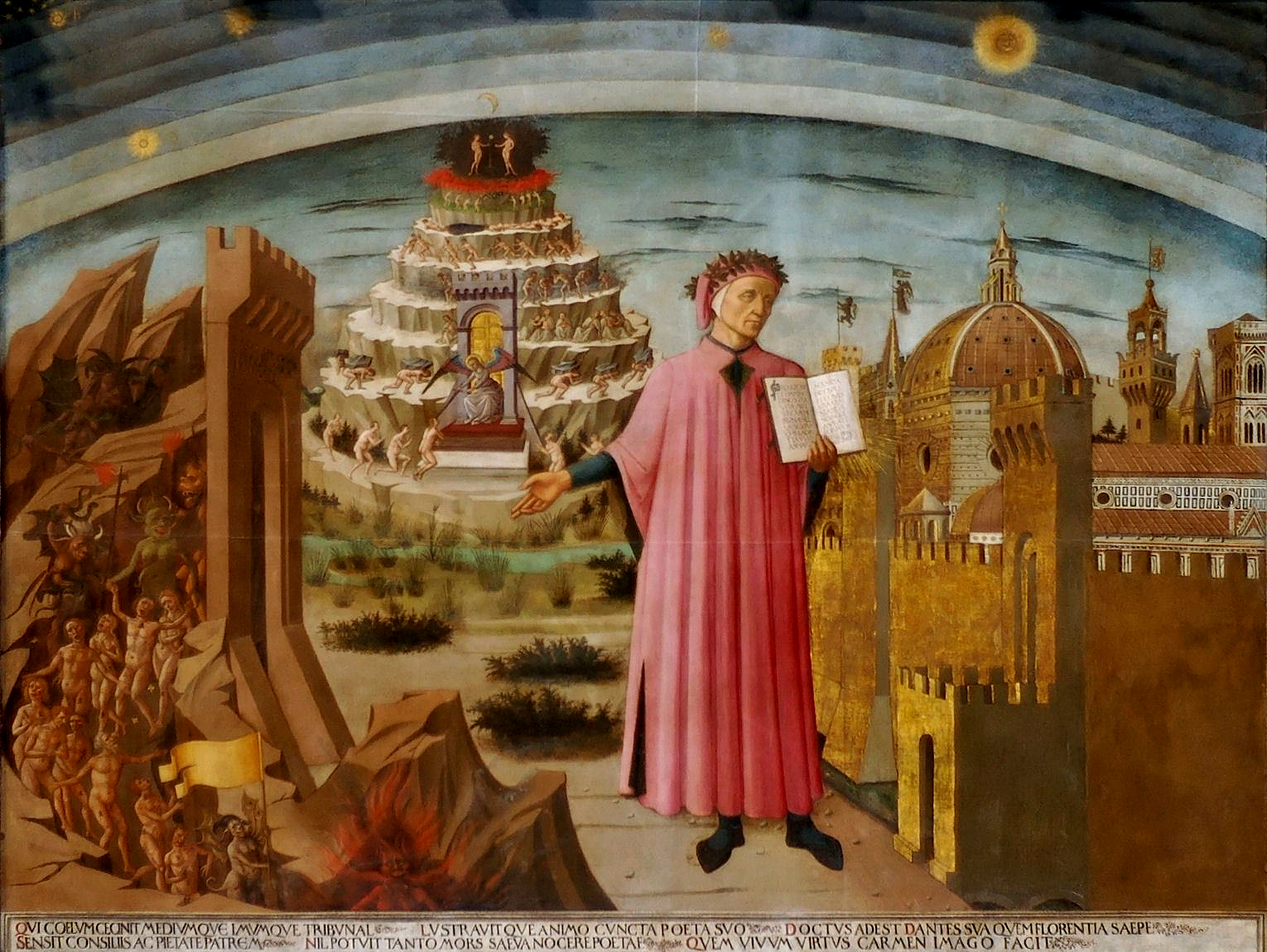
Domenico di Michelino: La Divina Commedia di Dante, 1465 (Kathedrale Santa Maria del Fiore, Florenz)

Im Zentrum standen gleichrangig die Antike und Dante, für dessen Göttliche Komödie Borchardt in jahrzehntelanger Arbeit ein eigenes Deutsch ersann – „schöpferische Restauration“ aus der erneuernden Kraft der Poesie. Epen wie Das Buch Joram und der ritterlich gewandete Durant, aber auch Dramen, landschaftshistorische Essays (Villa, Pisa), selbst Gegenwartsnovellen sollten Muster angewandter Formgeschichte sein.
Zahlreiche Übersetzungen und Anthologien für die Bremer Presse, darunter der Ewige Vorrat deutscher Poesie (1926), beruhen ebenso auf philologischer Divination. Allianzen – so schon die Mitarbeit an der Zeitschrift Die Insel – waren kaum je von Dauer; der peremptorische Gestus des Dichters gefährdete oft selbst enge Freundschaften wie die zu Hugo von Hofmannsthal und Rudolf Alexander Schröder. Auch Tagesprosa und Reden, mit denen er in der Weimarer Republik für sein nationalkonservatives Bild der poetisch-politischen Tradition warb, blieben von geringer Wirkung.
Für Borchardts Idee der „schöpferischen Restauration“ ist sein Übersetzungswerk von zentraler Bedeutung, ein Werk, das er als sprachschöpferische Erneuerung der abendländischen Tradition verstand. Seine eigene Dichtung verband er ebenfalls mit dem Anspruch, der Zeit des „um sich greifenden Formzerfalls“ mit jedem Werk ein Muster seiner Gattung entgegenzustellen. Seine Lebensaufgabe, in „Gegnerschaft gegen den modernen Zeitgeist“ an einer „Restauration deutscher Kulturtotalität aus ihren gesamten geschichtlichen Beständen“ zu wirken, wurde durch die nationalsozialistische Machtergreifung jäh beendet. Da er von den meisten Publikationsmöglichkeiten abgeschnitten war, konzentrierte er sich in Italien auf historische und philologische Studien und widmete sich seinem Gartenbuch (Der leidenschaftliche Gärtner).
Erst postum konnten die zeitkritischen Jamben (1935) und Der leidenschaftliche Gärtner, letzter Ausdruck seiner Kulturvision, erscheinen. Seit 1955 zeigt eine Werkausgabe, seit 1994 eine Briefedition Borchardts Schaffen.
Seine Notizen zu Der leidenschaftliche Gärtner sind in der Dauerausstellung im Literaturmuseum der Moderne Marbach zu sehen. Borchardts Nachlass liegt im Deutschen Literaturarchiv Marbach. Hier entdeckte der Borchardt-Herausgeber Gerhard Schuster 2012 ein etwa 1000-seitiges unvollständiges Manuskript eines pornographischen Romans. Obwohl sich Borchardts jüngster Sohn Cornelius gegen eine Veröffentlichung unter dem nicht vom Autor stammenden Titel Weltpuff Berlin aussprach, erschien der Roman im Oktober 2018 unter eben diesem Titel. Die Veröffentlichung stellt zugleich den ersten Band einer kritischen Gesamtausgabe der Werke Borchardts dar.

## Rezeption
Der elitäre Anspruch Borchardts und die Befrachtung seines Werks mit universellem, philologischem Bildungsgut verhinderten einen breiteren Erfolg von Anfang an. So bezeichnete Werner Vordtriede seine Dichtung als „dichterische Enzyklopädie“. Rudolf Alexander Schröder betrachtete ihn als den Dichter, „dem die Alten den Ehrentitel poeta doctus“ zuerkannt hätten. Er hielt seinen Freund für einen „Geschichtsforscher und Geschichtsdeuter von eigenwilliger Großartigkeit“. Hofmannsthal verglich ihn mit Viktor Hehn und Jacob Burckhardt und fand seine „innere Verfassung bemerkenswert, welche Sprachmaterial als Geist und Kultur, als Heiligtum empfindet“. Aus literaturwissenschaftlicher Sicht wurde festgestellt, dass seine Lyrik zwar zur Hermetik tendiere, dies aber nicht, weil sie nach absoluter Poesie strebe, „sondern aus dem Wunsch nach Erlösung der Sprache aus ihrer Erstarrung und Verarmung“.
Der Publizist Fritz Brügel veröffentlichte 1937 in der Moskauer Exilzeitschrift Das Wort unter dem Titel Aristokratischer Faschismus eine scharfe Rezension des Romans Vereinigung durch den Feind hindurch, die über einen Verriss des Einzelwerks weit hinausgeht. Süffisant charakterisierte er Borchardts Sprache in dessen früheren „alldeutschen Propagandabroschüren“ als kompliziert und fehlerhaft; die Dante-Übersetzung sei ein Muster der Albernheit und Verschrobenheit. Während des Weltkrieges habe Borchardt blutrünstige Kriegshetze und Kriegspropaganda betrieben, zur Vernichtung der europäischen Zivilisation aufgerufen und das Volk verhöhnt. Er habe deutsche Kriegsziele propagiert, die „weit grausamer, unmenschlicher, tückischer waren als die schlimmsten Sätze des Versailler Vertrages“. Borchardt sei der erste deutsche Schriftsteller, „der Bücherverbrennungen, Prügel und Martern und all die unaussagbare Rohheit des Faschismus“ vor dessen Machtantritt empfohlen habe. Nachdem sich in Deutschland die Vorstellungen Borchardts verwirklicht hätten, könne seine eigene Literatur dort nicht mehr erscheinen, was ein Unrecht sei, „denn vor solchem Verdienst hätten sich die regierenden Faschisten […] beugen müssen“. Sein Roman verkünde einen „aristokratischen Faschismus“.
Theodor W. Adorno charakterisierte den Dichter zunächst als Sprachvirtuosen mit restaurativen und archaischen Zügen. Unter Berufung auf Herder überhöhe Borchardt irrationalistisch das Dichterische als eine den anderen Künsten gegenüber transzendente Ursprache, als „seherisches Vermögen“. „Kategorien wie Unanrührbarkeit, Götterschutz, Ausgenommensein, Heiligung seien der Dichtung eigen und nur ihr.“ Borchardts Pathos gegen die entzauberte Welt sei allerdings „ein wenig abgestanden“, und die Antithese zwischen der bildenden Kunst als techne und der Dichtung sei untriftig, weil das Medium der bildenden Kunst, von der Borchardt diese distanzieren wolle, selbst ebenfalls Sprache sei. Zudem füge sich die Musik nicht in dieses dichotomische Schema.
In dem Essay Die beschworene Sprache hebt Adorno den Schlüsselcharakter der Lyrik im Werk Borchardts hervor. Seine spezifische poetische Reaktionsform sei die lyrische gewesen. Der „redende Gestus“ Borchardts sei weniger der des Redenden als eine Epiphanie der Sprache selbst. Die Gedichte seien zwar unanschaulich, aber dennoch „prall sinnlich“ und bildeten insofern das Paradoxon „unsinnlicher Anschauung“ aus. Verglichen mit den Gedichten Rilkes oder Trakls, würden sie ihrer Artikulation zuliebe musikähnliche Wirkungen von sich weisen, seien aber in ihrer Verfahrensweise musikhafter. Mit Karl Kraus verbinde Borchardt die Erfahrung des „Sprachzerfalls“. „Sein Weltschmerz ist der um die Sprache nicht weniger als der des Subjekts über seine Einsamkeit und die Fremdheit.“ Borchardt erkenne, wie der hohe Anspruch der Sprache an ihn nicht erfüllt werden könne. Die Sprache sei durch „Kommerz, Kommunikation“ und die „Schmach des Tauschs verwüstet“. Während Hofmannsthal im Chandos-Brief das Sprachproblem als persönlichen Fluch im Verhältnis zur Sprache beschrieben habe, gehe es bei Borchardt um die Schuld der Sprache selbst.

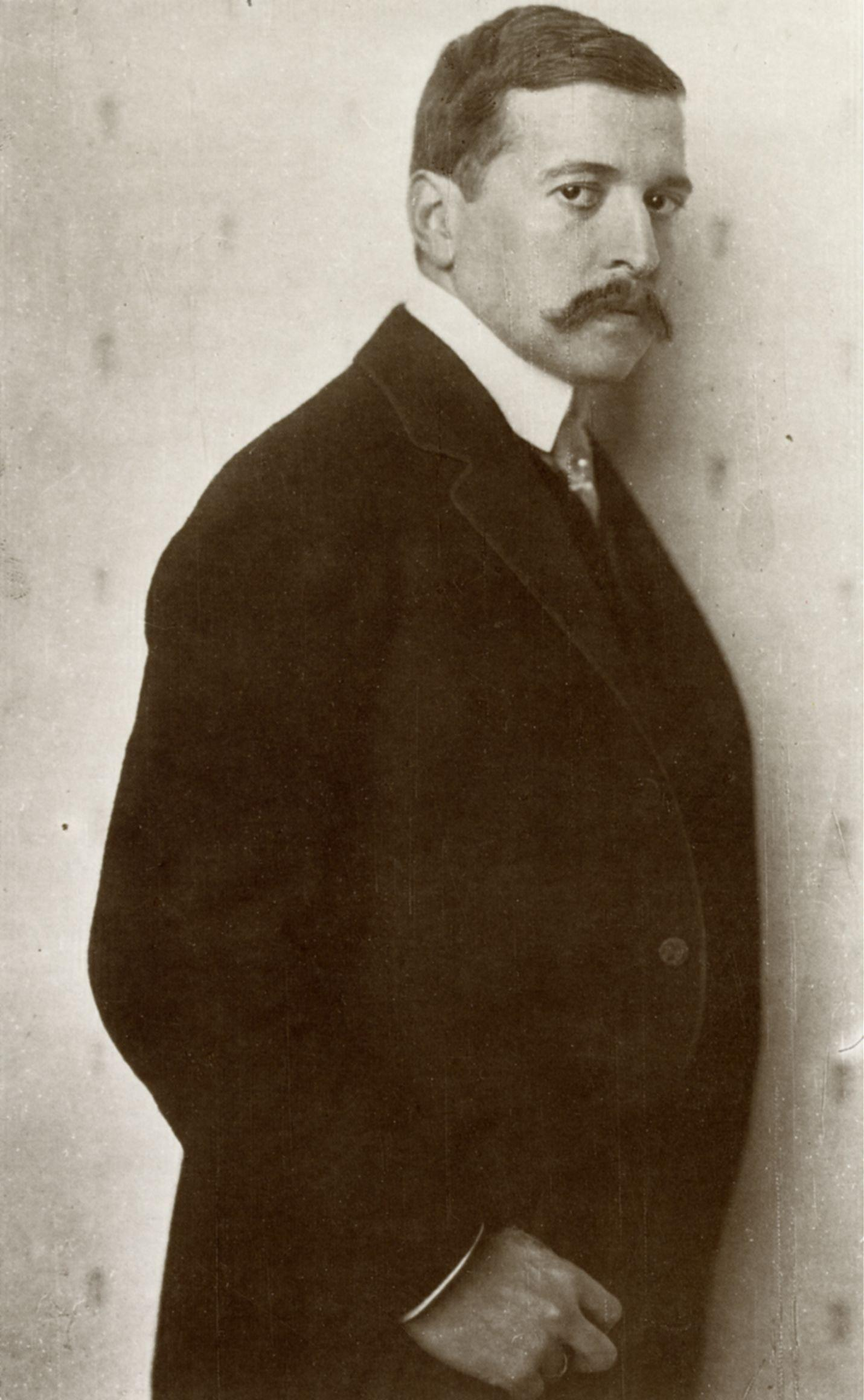
Hugo von Hofmannsthal, 1910

Der Literaturkritiker Friedrich Sieburg beleuchtete anhand des Briefwechsels das Verhältnis zwischen dem als ungeduldig-hochfahrend beschriebenen Borchardt und dem tiefsinnigen „Dichter“ Hofmannsthal. Sie seien Freunde ungleicher Spannung, aber gleichen Eifers gewesen, auch wenn sich eine echte Harmonie im gegenseitigen Vertrauen zwischen ihnen nie gebildet habe. Borchardts Bildung, nach einem Ausgleich von Forschung und Dichtung strebend, sei unermesslich gewesen, seine Abhandlungen und Essays von unheimlichem Tiefgang, seine Rednergabe gewaltig. Er habe mit Leichtigkeit über griechische, provenzalische und englische Verse improvisieren können. Den Deutschen habe er während des Ersten Weltkrieges im altpreußischen Ton Selbsteinkehr und „konservative Revolution“ gepredigt. Es sei Borchardt darum gegangen, Hofmannsthals dichterische Leistung, die ihn wie ein „Blitz getroffen“ habe, mit Welt und Geschichte zu verbinden, auch wenn es fraglich sei, ob dessen Werk einer derartigen Vermittlung bedurft habe.
Borchardts Ehrgeiz sei durch seine riesige Intelligenz gezügelt worden. Gewisse Gebiete der Dichtung seien ihm trotz seiner gewaltigen Bildungsvorräte verschlossen geblieben, Hofmannsthal habe ihm neue Erfahrungsbereiche erschlossen und sei in der Regel geduldig und nachgiebig gewesen, bis zu einer Grenze, deren Verletzung eine entschiedene Reaktion hervorgerufen habe, eine scharfe Zurückweisung Borchardts, um der dichterischen Wahrheit beizuspringen. Hofmannsthals heftig-ablehnende Reaktion auf den Eranos-Brief, den Borchardt zum 50. Geburtstag des Dichters verfasst hatte, sei vernichtend gewesen. Der Brief zeige Borchardt als einen in sich zerrissenen Menschen, der mit hemmungslosen rhetorischen Mitteln gearbeitet habe. Die Herrschsucht, die Borchardt einst an Stefan George getadelt habe, sei von Hofmannsthal zurückgewiesen worden. In diesem großen Augenblick erhebe sich der Geist der Humanität gegen die Gewalt „die auch in der Geistesgeschichte die stete Verlockung für den Deutschen ist“.
Helmuth Kiesel stellte die Frage, ob „Weltpuff Berlin“ nicht als „reaktionärer Faustschlag gegen den Feminismus“ gelesen werden könnte.

## Werke
Erstausgaben (chronologisch)
- Zehn Gedichte. Bonn 1896.
- Rede über Hofmannsthal. Öffentlich gehalten am 8. September 1902 zu Göttingen. Leipzig 1905 (Digitalisat).
- Villa. Prosa. Haberland, Leipzig 1908.
- Rudolf Borchardts Jugendgedichte. Geschrieben 1900–1906. Bis auf wenige vornehmlich im ersten und zweiten Jahrgange der Insel gedruckte Stücke bisher nicht veröffentlicht. Drugulin, Leipzig 1913 (Privatdruck in 100 Exemplaren).
- Der Krieg und die deutsche Selbsteinkehr. Rede öffentlich gehalten am 5. Dezember 1914 zu Heidelberg. In: Die Argonauten, Heft 8 (1915).
- Der Krieg und die deutsche Verantwortung. Fischer, Berlin 1916.
- Der Durant. Ein Gedicht aus dem männlichen Zeitalter. Berlin 1920.
- Die halb gerettete Seele. Ein Gedicht. Berlin 1920.
- Die Päpstin Iutta. Ein dramatisches Gedicht. Erster Teil: Verkündigung. Berlin 1920 (Digitalisat).
- Das Buch Joram. Insel Verlag, Leipzig 1922 (Insel-Bücherei 93/2).
- Die Schöpfung aus Liebe. Gedichte. Rowohlt, Berlin 1923.
- Poetische Erzählungen. Rowohlt, Berlin 1923. Darin enthalten:
  - Das Buch Joram (Digitalisat der Ausgabe Insel Verlag, 1947).
  - Die Beichte Bocchino Belfortis.
- Der ruhende Herakles. Dichtung. München 1924.
- Handlungen und Abhandlungen. Horen-Verlag, Berlin-Grunewald 1928.
- Das hoffnungslose Geschlecht. Vier zeitgenössische Erzählungen.  Horen-Verlag, Berlin-Grunewald 1929 (darin die Novelle Der unwürdige Liebhaber).
- Pamela. Komödie in drei Akten. Deschler, München 1934.
- Vereinigung durch den Feind hindurch. Roman. Bermann-Fischer, Wien 1937.
- Pisa. Ein Versuch. Verlag der Corona, Zürich 1938. Neuausgabe 1948.
- Der leidenschaftliche Gärtner. Ein Gartenbuch. Arche, Zürich 1951 (postum), weitere Ausgabe Greno, Nördlingen 1987, Reihe Die Andere Bibliothek.
- Jamben. Hrsg. von Marie Luise Borchardt unter Mitarbeit von Ernst Zinn und Ulrich Ott. Klett, Stuttgart 1967 (postum), ISBN 3-12-901300-8.
- Weltpuff Berlin. Rowohlt, Reinbek 2018 (postum), ISBN 978-3-498-00691-4
- Krippenspiel. Claudius, München 2019 (postum). Hrsg. von Gunilla Eschenbach. ISBN 978-3-532-62837-9

Übersetzungen
- Das Gespräch über Formen und Platons Lysis deutsch. Zeitler, Leipzig 1905.
- Dante Alighieri: Vita Nuova. Rowohlt, Berlin 1922.
- Walter Savage Landor: Imaginäre Unterhaltungen. Rowohlt, Berlin 1923.
- Altionische Götterlieder unter dem Namen Homers. Verlag der Bremer Presse, München 1924.
- Die grossen Trobadors. Verlag der Bremer Presse, München 1924.
- Dante Alighieri: Dante (Übersetzung der divina commedia). Rowohlt, Berlin 1930.
- Pindarische Gedichte. Deschler, München 1931.
- Die Entdeckung Amerikas. Rudolf Borchardt und Edna St. Vincent Millay. Gedichte, Übertragungen, Essays. Hrsg. von Gerhard Schuster. Mit Beiträgen von Barbara Schaff und Friedhelm Kemp. Lyrik Kabinett, München 2004, ISBN 3-9807150-3-5  (Inhaltsverzeichnis).

Herausgabe
- Deutsche Denkreden. Verlag der Bremer Presse, München 1925.
- Ewiger Vorrat deutscher Poesie. Anthologie. 1926.
- Der Deutsche in der Landschaft. Verlag der Bremer Presse, München 1927.
- Deutsche Renaissancelyrik. Aus dem Nachlass rekonstruiert und hrsg. von Stefan Knödler. Edition Tenschert bei Hanser, München 2008, ISBN 978-3-446-23033-0.

Werkausgaben und Sammlungen
- Rudolf Borchardts Schriften. 7 Bände. Berlin, Rowohlt 1920–1925 (Bd. 1: Prosa).
- Ausgewählte Werke 1900–1918. Berlin, Rowohlt 1925.
- Gedichte. Auswahl von Hans Urs von Balthasar. Schwabe, Klosterberg und Basel 1948.
- Gesammelte Werke in Einzelausgaben. 14 Bände. Klett-Cotta, Stuttgart 1956–1990.
- Leben von ihm selbst erzählt. Suhrkamp, Frankfurt am Main 2002, ISBN 3-518-22350-X.
- Gedichte. Textkritisch revidierte Neuedition der Ausgabe von 1957 (Gesammelte Werke in Einzelausgaben, Band 3). Klett-Cotta, Stuttgart 2003, ISBN 3-608-93574-6.
- Anabasis. Aufzeichnungen, Dokumente, Erinnerungen 1943–1945. Herausgegeben von Cornelius Borchardt in Verbindung mit dem Rudolf Borchardt Archiv. Edition Tenschert bei Hanser, München/Wien 2003, ISBN 3-446-20385-0.
- Sämtliche Werke. Herausgegeben von Gerhard Schuster. Edition Tenschert bei Rowohlt, Reinbek seit 2018.

Briefe
- Rudolf Borchardt – Gesammelte Briefe. Hrsg. von Gerhard Schuster und Hans Zimmermann. München und Wien 1995.
- Rudolf Borchardt – Hugo von Hofmannsthal. Briefwechsel. München und Wien 1994.
- Rudolf Borchardt – Rudolf Alexander Schröder. Briefwechsel. Band 1 (1901–1918) und 2 (1919–1945). Bearb. von E. Abbondanza, München 2001.
- Rudolf Borchardt – Briefe an Marie Luise Borchardt. Band 1–3. München 2014.